# Araeolaimoides caecus
Araeolaimoides caecus is een rondwormensoort uit de familie van de Axonolaimidae. De wetenschappelijke naam van de soort is voor het eerst geldig gepubliceerd in 1924 door Micoletzky.